# ملح الحديد ثنائي التكافؤ/حمض الفوليك
ملح الحديد ثنائي التكافؤ/حمض الفوليك أو ملح الحديدوز/حمض الفوليك هو مكمل غذائي يُستخدم لمنع أنيميا نقص الحديد وأنيميا نقص حمض الفوليك أثناء الحمل، ويستخدم أيضًا لعلاج فقر الدم الناجم عن عوز الحديد.وهو تركيبة بين حمض الفوليك وأملاح الحديد ثنائي التكافؤ. يؤخذ هذا الدواؤ عن طريق الفم
قد تشمل الآثار الجانبية البراز الداكن والإمساك وآلام البطن. ينبغي توخي الحذر عند استعماله للمصابين بداء ترسب الأصبغة الدموية. الاستخدام المفرط لدى الأطفال يمكن أن يسبب مشاكل خطيرة.
تمت الموافقة على ملح الحديد ثنائي التكافؤ/حمض الفوليك للاستخدام الطبي في الولايات المتحدة في وقت مبكر من عام 1946، وهي ضمن قائمة منظمة الصحة العالمية للأدوية الأساسية الأدوية الأكثر أمانًا وفعالية في نظام الرعاية الصحية تبلغ تكاليف الجملة في العالم النامي حوالي 0.07 إلى 1.02 دولارًا أمريكيًا في الشهر
حاليًا لا يتوفر تجاريًا كتركيبة في الولايات المتحدة. في المملكة المتحدة يُكلف هيئة الخدمات الصحية الوطنية  حوالي 2.64 إلى 4.25 جنيهًا شهريًا.